# Georgi Semjonowitsch Schpagin

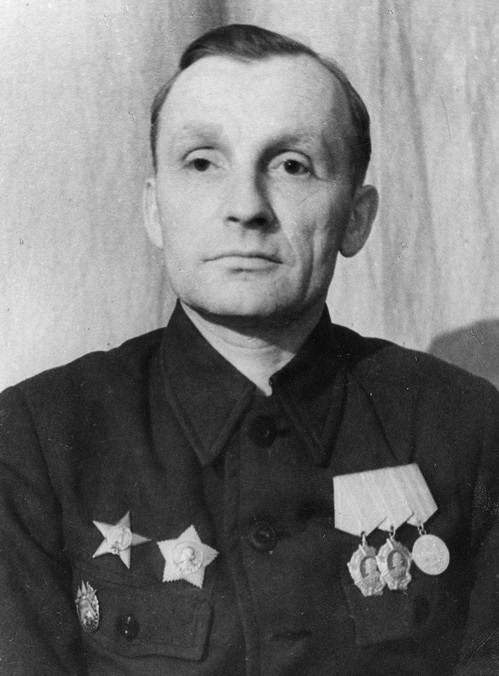
Georgi Schpagin, 1945

Georgi Semjonowitsch Schpagin (russisch Георгий Семёнович Шпагин; * 17. Apriljul. / 29. April 1897greg. in Kljuschnikowo im Gouvernement Wladimir, Russisches Kaiserreich; † 6. Februar 1952 in Moskau) war ein sowjetischer Waffenkonstrukteur.

## Lebenslauf
Schpagin stammte aus einer Bauernfamilie. Während des Ersten Weltkrieges wurde er eingezogen und setzte bei der zaristischen Armee Gewehre instand. Nach der Oktoberrevolution war er Waffenmeister eines Schützenregimentes. Nach dem Ausscheiden aus dem Militär wurde er Schlosser im Waffenwerk in Kowrow, in dem Konstrukteure wie Wladimir Grigorjewitsch Fjodorow und Wassili Alexejewitsch Degtjarjow arbeiteten. Einer seiner technischen Beiträge war die Entwicklung einer Gurtzufuhr für Degtjarjows schweres Maschinengewehr DK, das durch seine Mithilfe Serienreife erlangte und als DSchK in die Ausrüstung der Streitkräfte übernommen wurde.
Bekannt wurde Schpagin durch die von ihm konstruierte Maschinenpistole PPSch-41 (Pistolet Pulemjot Schpagina). Sie entstand 1941 als robuste und einfach zu produzierende Waffe, die im Laufe des Zweiten Weltkrieges in enormen Mengen hergestellt wurde und neben dem Mosin-Nagant-Gewehr zur Hauptbewaffnung der Infanterieeinheiten der Roten Armee gehörte. Die PPSch avancierte zu einem der Symbole des Großen Vaterländischen Krieges.
In Anerkennung seiner Leistungen wurden Schpagin hohe Ehrungen der Sowjetunion zuteil, von 1946 bis 1950 war er Deputierter des Obersten Sowjets der UdSSR.

## Zitat
„Complexity is simple, simplicity is difficult.“

„Komplexität ist einfach, Einfachheit ist schwierig.“

## Auszeichnungen
- Suworoworden Zweiter Klasse
- Leninorden
- Stalinpreis
- Held der sozialistischen Arbeit